# Liparit Ier de Mingrélie
Liparit Ier de Mingrélie (Liparit Ier Dadiani géorgien : ლიპარიტ I დადიანი; mort en 1470) est un membre de la maison Dadiani eristavi (c'est-à-dire : duc) d'Odishi, la future  principauté de Mingrélie, en Géorgie occidentale
de 1414 jusqu'à sa mort. Sous son gouvernement la Mingrélie devient de plus en plus indépendante du royaume de Géorgie en cours de désagrégation pendant la décennie 1460.

## Règne
Liparit Ier Dadiani succède à son père Mamia II Dadiani, tué lors d'un conflit avec les Abkhazes en 1414. Son accession est confirmée par le roi Alexandre Ier de Géorgie, qui vient s'interposer dans le conflit entre les dynastes  Mingrélien et  Abkhaze,. 
Pendant le long règne de Liparit la Mingrélie est impliquée dans la série de conflits internes qui suscitent le final éclatement du royaume unifié de Géorgie. La guerre civile s'apaise brièvement vers 1460, quand l'envoyé italien Ludovico da Bologna vient intercéder entre les dynastes géorgiens afin d'obtenir leur participation au projet de Croisade du pape Pie II  contre la menace que représente l'empire ottoman. Parmi les princes chrétiens orientaux prêts à prendre les armes, les documents diplomatiques occidentaux relèvent le nom de Bendia rex Mingreliae, qui est le prince Liparit Ier des sources géorgiennes ; Bendia étant la transposition du titre de Bedian, une épithète territoriale du Dadian, dérivé du canton de  Bedia,.
En 1463, Liparit et les autres ducs géorgiens joignent leurs forces à celles du prétendant Bagratide le prince Bagrat contre le roi Georges VIII de Géorgie, lors de la décisive bataille de Tchikhori. Victorieux, Bagrat se fait couronner roi d'Iméréthie, mais i n'accorde pas d'autonomie significative à ses alliés et le Dadian n'obtient finalement qu le droit d'accompagner le nouveau roi lors de ses campagnes militaires et ses chasses,,.    
Liparit meurt en 1470. Il laisse deux fils :
- Shamadavle Dadiani (mort en 1474), qui lui succède comme duc de Mingrélie ;
- Mamia Gurieli (fl. 1463), Duc de Gourie et fondateur de la lignée des  Gouriel.